# Sleepwalking (Film)
Sleepwalking ist ein US-amerikanisch-kanadisches Filmdrama aus dem Jahr 2008. Regie führte William Maher, das Drehbuch schrieb Zac Stanford.

## Handlung
Joleen Reedys Freund wird wegen eines Drogendeliktes festgenommen, wonach sie und ihre elfjährige Tochter Tara das bisher mit ihm gemeinsam bewohnte Haus verlassen müssen. Joleen wendet sich an ihren jüngeren Bruder James, der ihr und ihrer Tochter Unterkunft gewährt. Joleen lernt einen neuen Mann kennen, mit dem sie wegzieht. James kümmert sich daraufhin allein um Tara, bis er seine Arbeit verliert und seine Nichte in ein Pflegeheim abgeben muss.
Tara flieht mit James’ Hilfe aus dem Pflegeheim, und beide finden nach einer beschwerlichen Flucht vor den Behörden schließlich Unterschlupf bei James Vater, der allerdings als Preis für das Asyl schwerste körperliche Arbeit auf seiner Ranch von ihnen verlangt. Als der alte Mann Tara schlägt, weil sie die Arbeit nicht verrichten kann, wird er von James erschlagen.

## Hintergrund
Der Film wurde in Saskatchewan (Kanada) gedreht und hatte seine Weltpremiere am 22. Januar 2008 auf dem Sundance Film Festival, bevor er am 14. März 2008 in ausgewählten Kinos in den USA anlief.

## Kritiken
Ronnie Scheib schrieb am 22. Januar 2008 in der Online-Ausgabe der Zeitschrift Variety, die auffallend düsteren Bilder und bekannte Darsteller sorgten für emotionale Intensität. Das allzu simple Drehbuch mache jedoch das dramaturgische Ergebnis zu weniger als der Summe der Teile („the overly simplistic script by Zac Stanford […] hits nothing but high notes, making the whole dramatically less than the sum of its parts“).